# ホーム・ガード

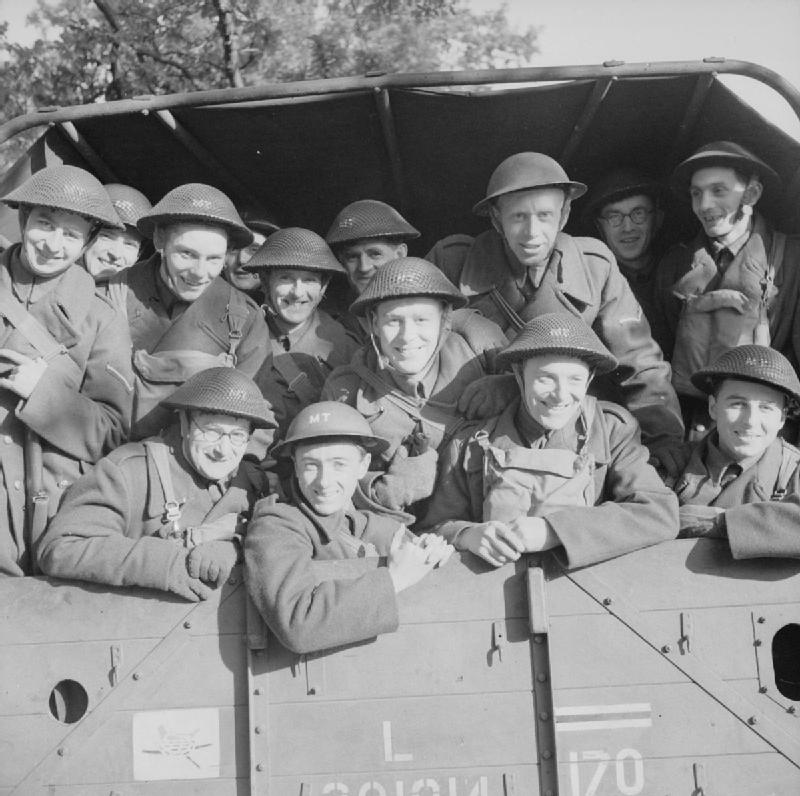
ホーム・ガードの隊員。正規軍と同様のブロディヘルメットを着用している

ホーム・ガード（英語: Home Guard）とは、第二次世界大戦中のイギリスで編成された民兵組織である。ナチス・ドイツによる本土侵攻に備えて、17歳から65歳までの男性の義勇兵により組織され、総兵力は150万人と公称した。編成当初は地域防衛義勇隊（Local Defence Volunteers, LDV）と呼ばれた。ナチス・ドイツの国民突撃隊や日本の国民義勇隊に相当する。日本語では郷土防衛隊や国防市民軍兵などと訳すことがある。

## 沿革

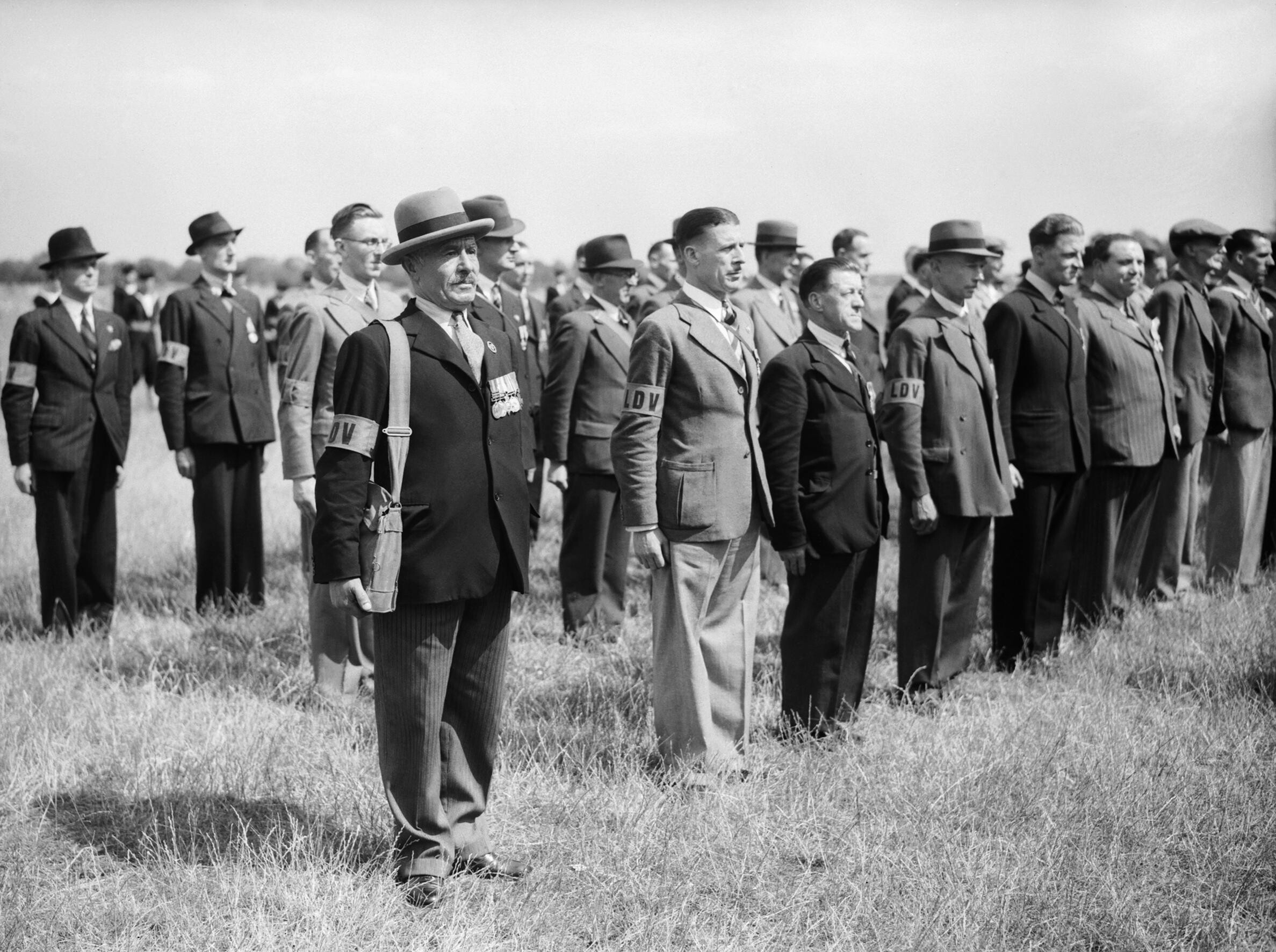
LDVの結成式典（1940年）。写っているのは先の大戦に従軍した経験を持つ老兵たちである。

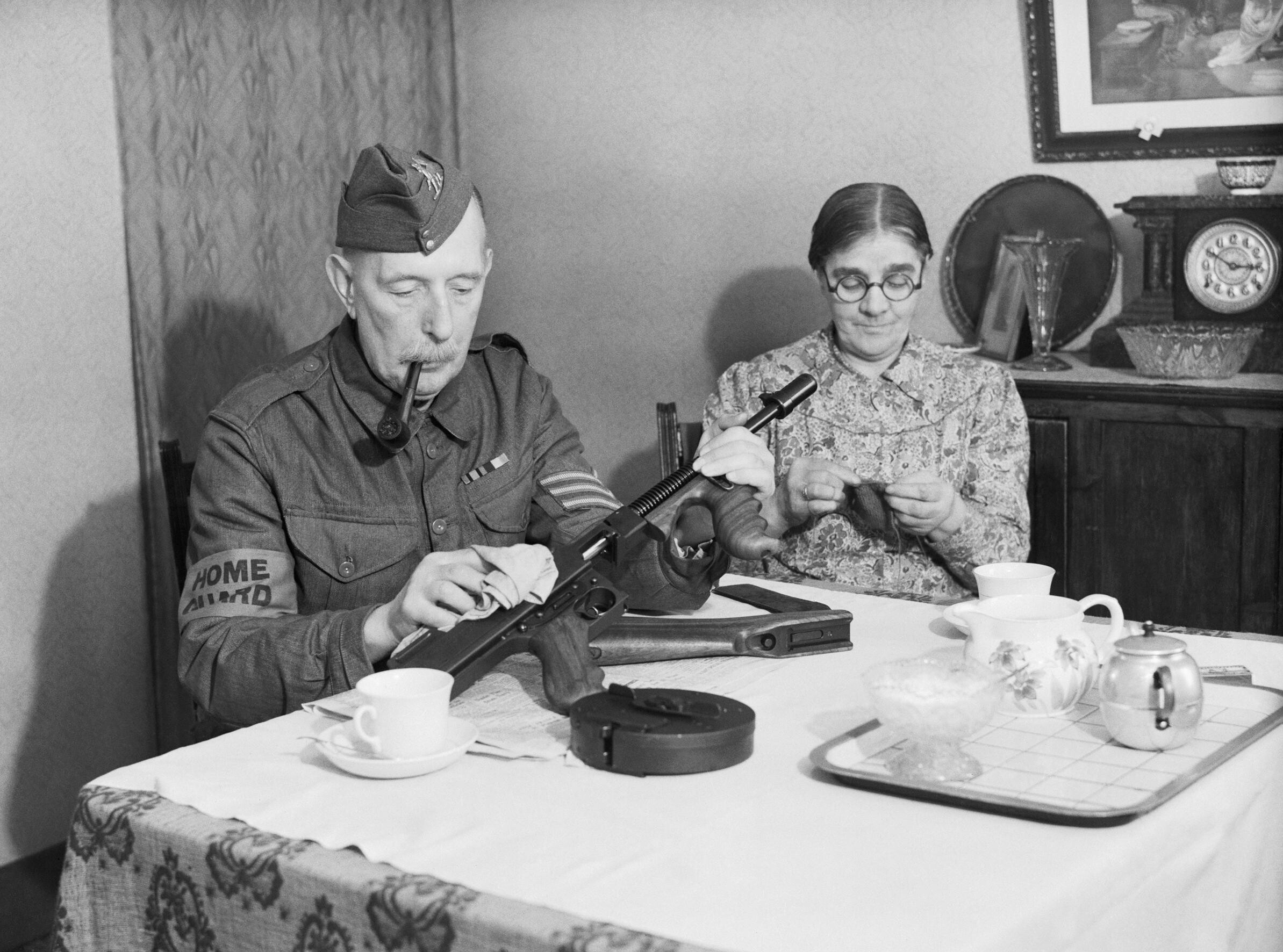
自宅でトンプソン・サブマシンガンを磨くホーム・ガード隊員。弾倉にはまだ弾薬が装填されていない状態（1940年）

第二次世界大戦開戦まで、イギリス政府はこうした民兵組織の設置を想定していなかった。しかし西部戦線での戦況悪化に伴い、イギリス各地で武装した自警団の編成が行われるようになった。1940年5月にはこうした民間の動きに同調する形で政府主導の民兵組織たる「地域防衛義勇隊」（Local Defence Volunteers, LDV）の設置が決定したのである。
1940年5月14日の夜、アンソニー・イーデン陸相が次のようなラジオ演説を行い、新たな民間防衛組織の設置を宣言すると共に志願者の募集を行った。

我々は、侵攻に対する排除をさらに確実にするため、大英帝国に暮らす英国臣民（British subjects）たる男性のうち、17歳から65歳の者多数の志願を求めている。今ここに創設される新たな部隊は地域防衛義勇隊（Local Defence Volunteers）と呼ばれる。この名称は3語で、そのまま文字どおり職務を説明している。諸君には給与はないが、制服と武器は支給される。志願者は地元警察署にて登録を行うように。今後、諸君が必要となった時、改めてそれを伝える……

We want large numbers of such men in Great Britain who are British subjects, between the ages of seventeen and sixty-five, to come forward now and offer their services in order to make assurance [that an invasion would be repelled] doubly sure. The name of the new force which is now to be raised will be the Local Defence Volunteers. This name describes its duties in three words. You will not be paid, but you will receive uniforms and will be armed. In order to volunteer, what you have to do is give your name at your local police station, and then, when we want you, we will let you know...

政府は15万人程度の志願者を見込んでいたが、放送から24時間以内に早くも25万人が登録手続きを行った。さらに5月末までには30万～40万人が登録を行い、6月末までの登録者数は150万人程度に達した。兵力は1943年3月の180万人がピークで、以後解散まで100万人を下回ることはなかった。入隊資格は「17歳から65歳までの男性のうち、ライフルを撃つことが可能で、自由に動けるもの」とされていた。ただし、この入隊資格について厳格な審査が行われたわけではない。隊員として集められたのは通常兵役の対象外の男性、すなわち若すぎるか、歳を取り過ぎているか、兵役猶予職（Reserved occupation）にある者ばかりだった。
1940年7月、ウィンストン・チャーチル首相の命令により組織名がホーム・ガードへと改められた。チャーチルは7月14日のラジオ放送で、ホーム・ガードについて次のように語っている。

これらの将兵の大部分は、先の大戦の経験者であり、敵がどこに現れようとも攻撃し、白兵戦を挑むことを心から切望している。侵略者が英国へやってきても、悲しくもかつて他国で見たような、侵略者の前に人々が大人しく跪く姿は見られない。我々は全ての村、全ての町、全ての都市を防衛する。

These officers and men, a large proportion of whom have been through the last war, have the strongest desire to attack and come to close quarters with the enemy wherever he may appear. Should the invader come to Britain, there will be no placid lying down of the people in submission before him, as we have seen, alas, in other countries. We shall defend every village, every town, and every city.

その後、政府の援助の下で武器の配布や訓練が進められた。初期の訓練では国際旅団の一員としてスペイン内戦に従軍した経験のある者が自主的に指導を行っていたが、9月からは陸軍の指導による正式な訓練が始まった。
ホーム・ガードに期待された主な役割は、ドイツによる英本土侵攻が現実のものとなった時、正規軍が展開し戦線を構築するまでの時間を稼ぐことだった。こうした役割のほか、後には不発弾処理、高射砲および沿岸砲の操砲にも従事するようになり、終戦までに1,206人のホーム・ガード隊員が戦死した。ドイツ軍の上陸の危険がなくなった1944年12月3日まで活動が続けられた。第二次世界大戦終結後の1945年末日に解散となった。

## 組織

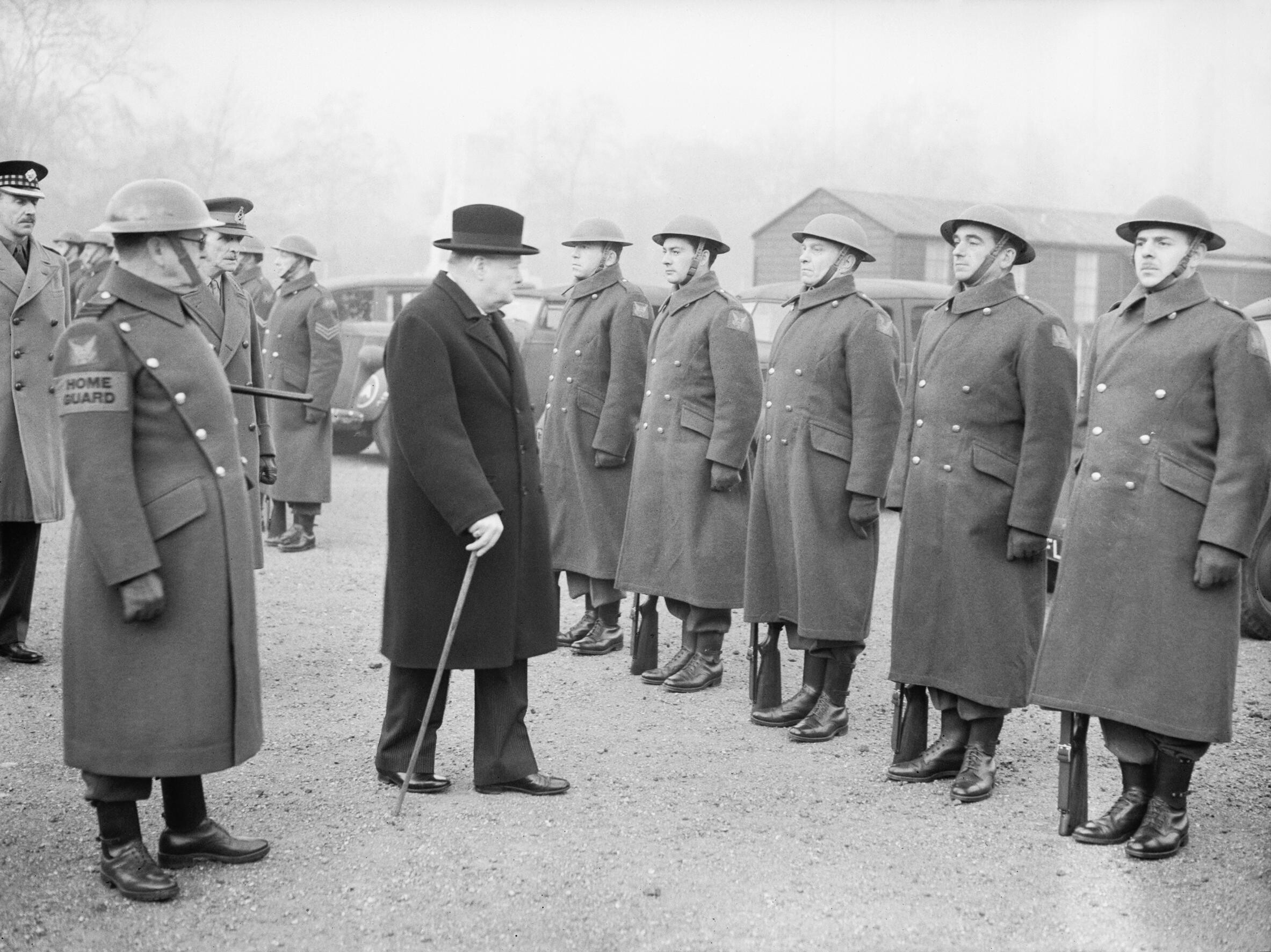
第1アメリカ人中隊を観閲するチャーチル（1941年）

編成当初は予算不足のために参謀部や本部といった軍事的指導部は存在せず、また土地不足から基地施設等の建設も難航した。隊員には第一次世界大戦従軍者を中心とする退役軍人も多数あったが、指導者的な立場にあったのは主に地域や自治体の有力者たちだった。ホーム・ガードの支隊（Detachment）は各地域毎に編成され、付近の重要施設の防衛を担った。大きな工場がある地域では、より大規模なホーム・ガード部隊の編成が行われた。主な任務は隊員らが各々の仕事を終えた後に実施した夜間パトロールであった。
外国人部隊としては、ロンドンに在住していた50名ほどのアメリカ人男性によって編成された第1アメリカ人中隊（1st American Squadron）がある。隊員にはビジネスマンや銀行家、弁護士、新聞記者など、様々な職業の者がいた。指揮官のウェイド・H・ヘイズ准将（Wade H. Hays）はかつて第一次世界大戦に米軍人として従軍した経験があったものの、当時は彼もまた企業役員として働いていた。

## 制服および個人装備
編成直後の1940年5月には陸軍の作業服が制服として採用されたものの、当初は調達が難航し、多くの隊員は背広などの私服に腕章という姿で任務に従事した。作業服の仕立ては野戦服と同一だったが、生地は薄く、綿の割合が多かった。腕章は元々「LDV」と書かれていたが、改称にあわせて「HOME GUARD」と改められた。同年11月には新たな制服として陸軍と同等の野戦服の調達が始まったが、1941年春頃まではこれを受け取れず作業服を着用したままの隊員も多かった。
水筒や弾帯などの個人装備は、陸軍が第一次世界大戦頃に用いたものとほぼ同様であった。その中でもホーム・ガード・ハバーサック（Home Guard Haversack）として知られる背嚢はホーム・ガード向けに新たに設計されたもので、陸軍では用いられなかった装備である。この背嚢は金属資源を節約するべく、蓋部分にある1つのバックル以外に金属部品はなかった。

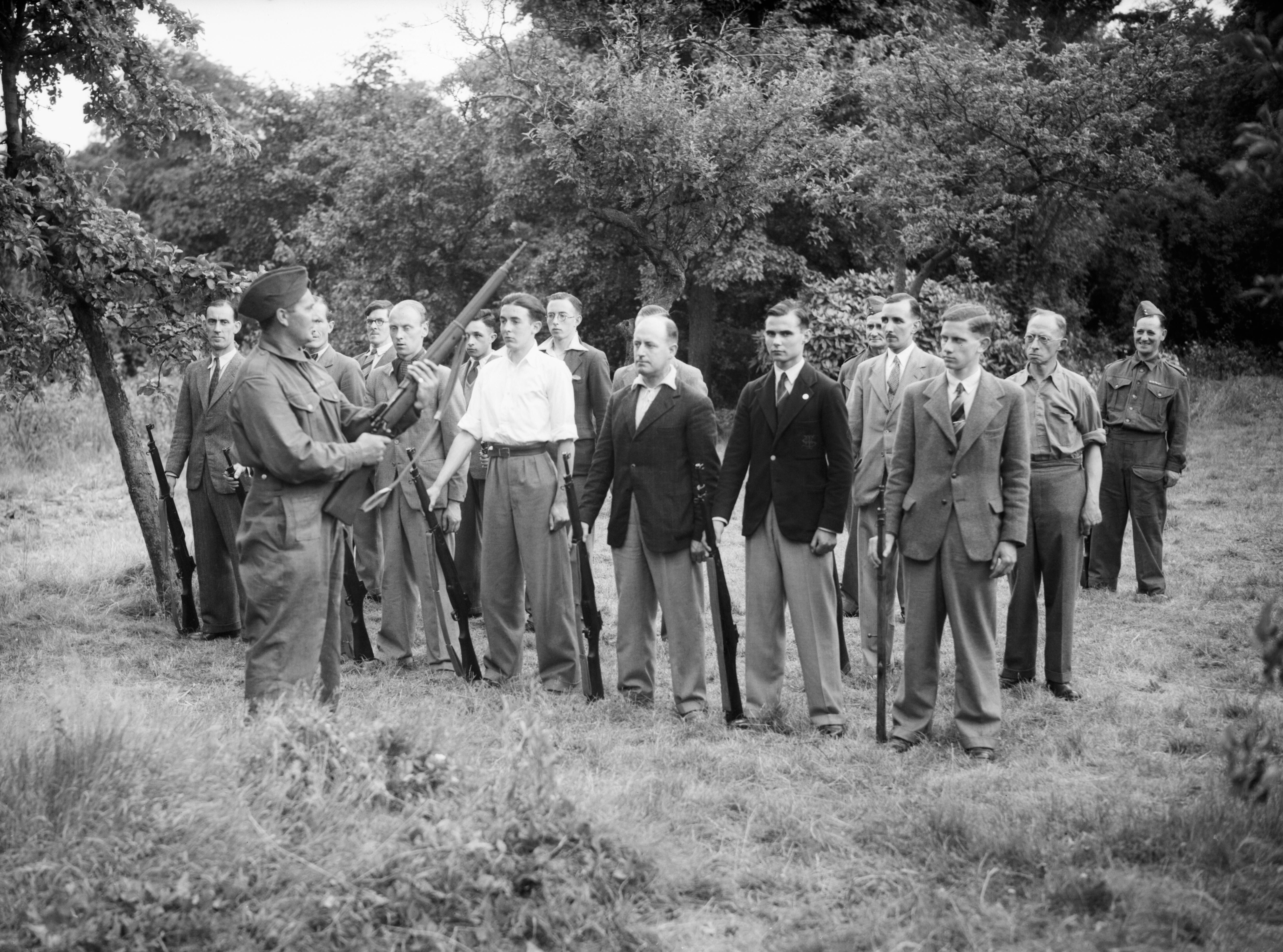
私服のまま小銃の講習を受けるLDV隊員ら（1940年）
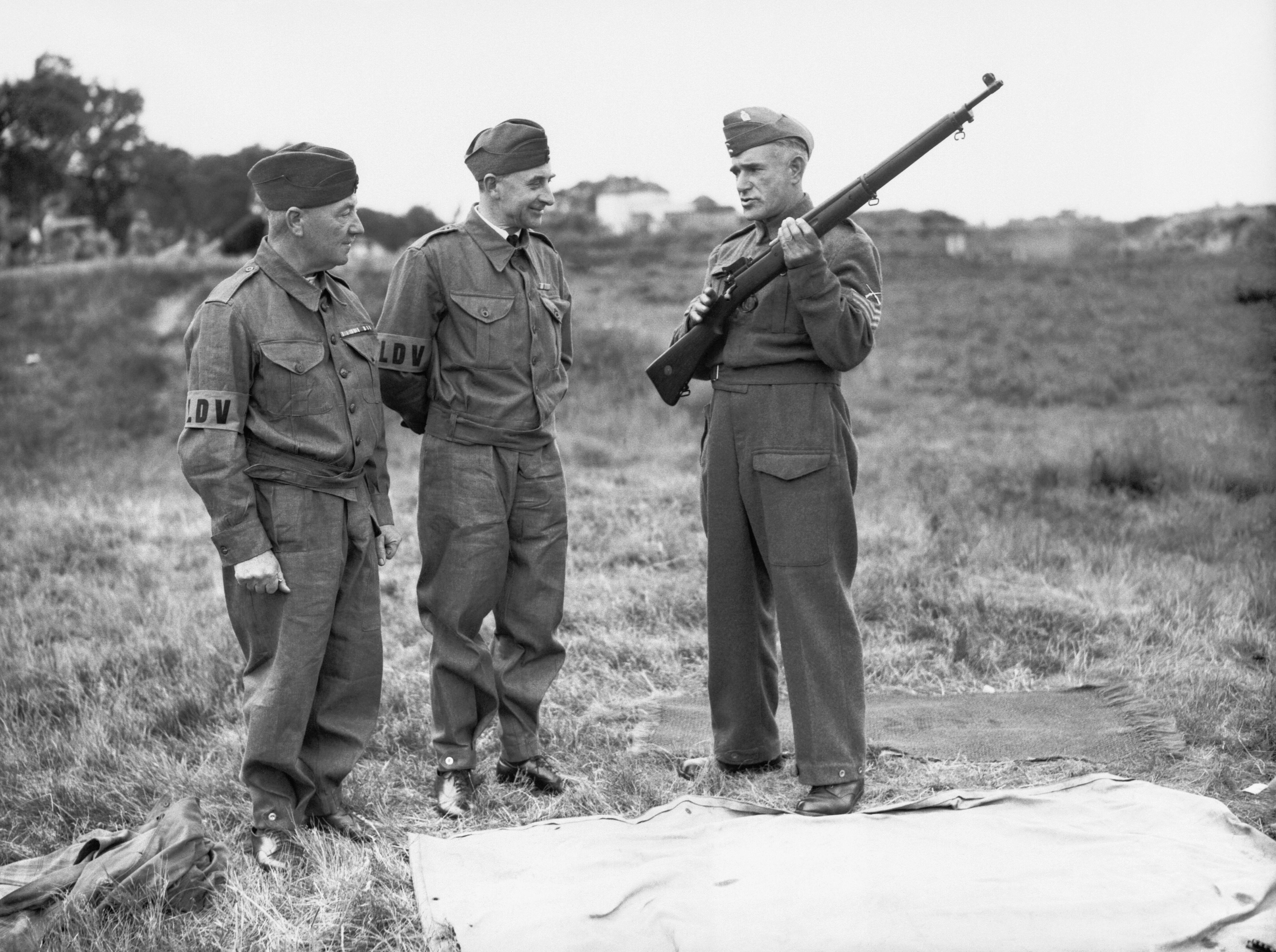
陸軍軍曹からP14あるいはP17小銃の講習を受けるLDV隊員ら。LDV隊員は作業服を、軍曹は野戦服を着用している。
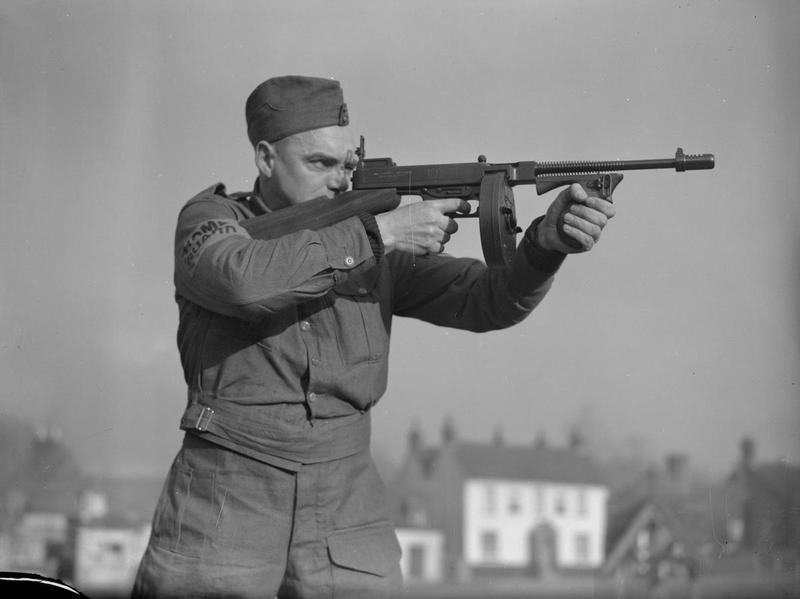
トンプソン・サブマシンガンを構えるホーム・ガード隊員。作業服には「HOME GUARD」のワッペンが縫い付けられている（1940年）
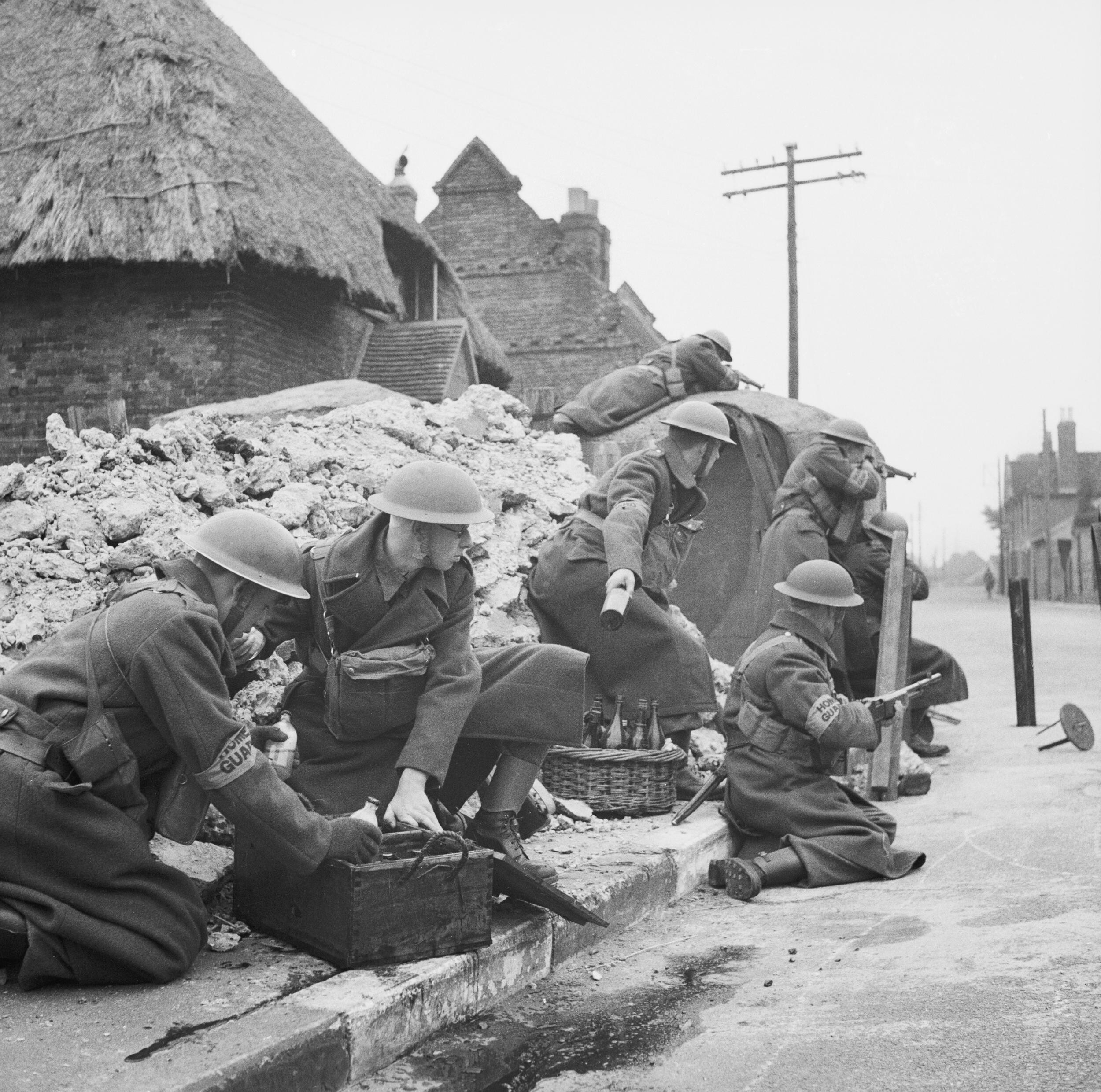
火炎瓶を使用した訓練を行う隊員ら。銃手はP14あるいはP17小銃と、BAR自動銃を装備し、布製弾帯をたすきがけにしている。（1941年）
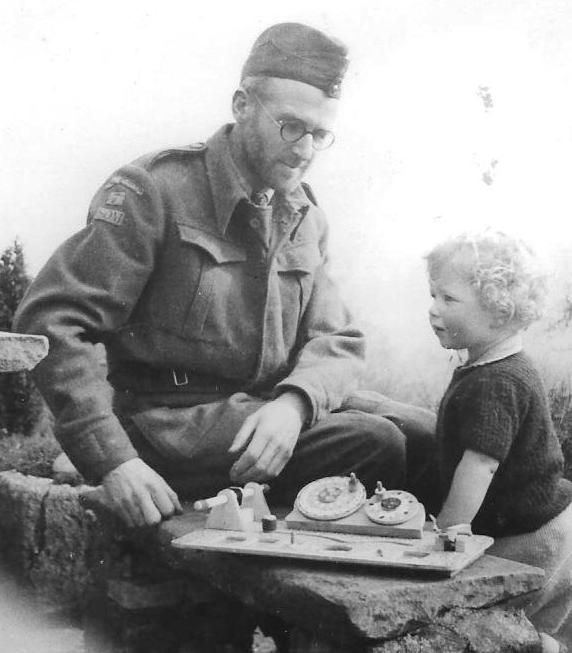
野戦服姿のホーム・ガード隊員（1942年）
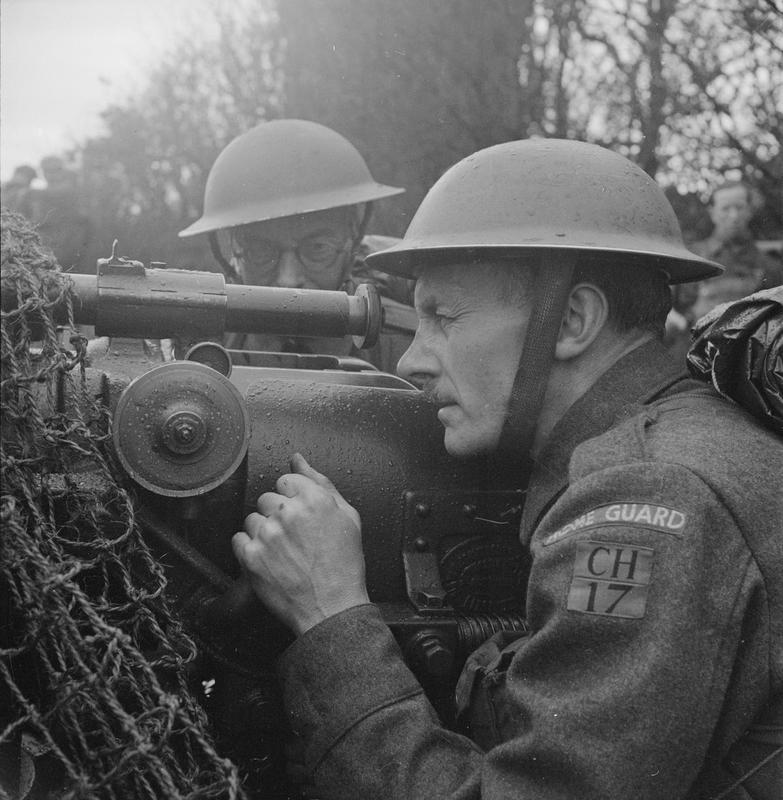
6ポンド海軍砲の照準器を覗くホーム・ガード隊員。野戦服の肩に「HOME GUARD」のパッチが縫い付けられている（1943年）

## 武装

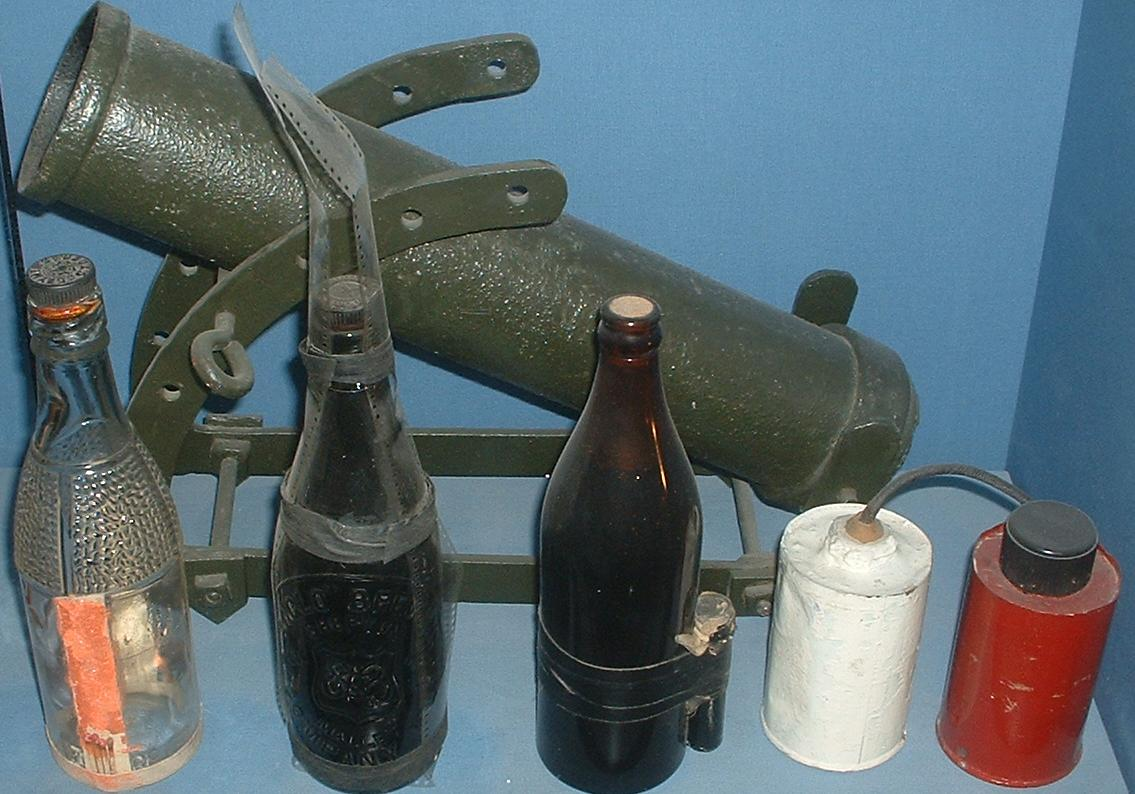
ホーム・ガードが調達した即席装備の例。導火線がわりの写真フィルムを取り付けた火炎瓶や急造迫撃砲など。

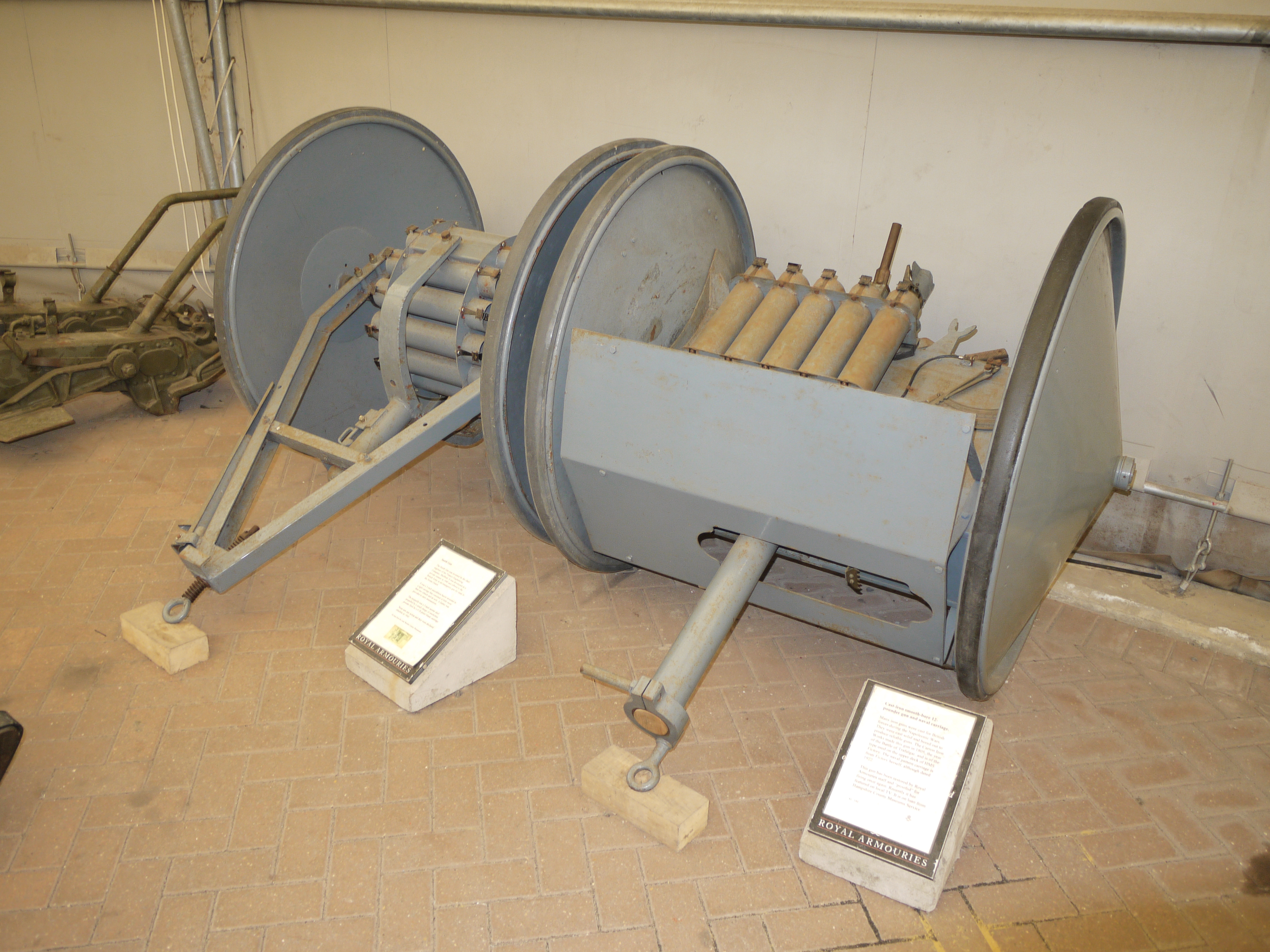
スミス砲。向かって右がスミス砲本体で、左が弾薬運搬車。砲架を横倒しにして、向かって左側の車輪を全周台座にして射撃する。向かって右側の車輪は天蓋となる。

想定を大幅に上回る志願者があったが、当時の陸軍はダンケルク撤退で大量の装備を失っていたことから、創設当初のホーム・ガードも調達がままならず、雑多な装備品が溢れかえっていた。小銃は隊員数の3分の1程度しか揃わず、隊員は各々が持ち寄った旧式猟銃や刀剣類、あるいは銃剣やナイフを溶接した鉄パイプ（ホームガード・パイク）、ゴルフクラブなどで武装していた。その後、第一次世界大戦時代の旧式装備やアメリカ・カナダなどから輸入した外国製装備を中心としながらも通常火器の配備が進められた。小銃としては旧型のリー・エンフィールド小銃、アメリカ仕様のP14やP17が主に配備された。また、イギリスでトンプソン・サブマシンガン（イギリスではトンプソン・マシンカービンと呼ばれた）が初めて配備されたのは、補助隊と呼ばれるホーム・ガードの特殊部隊だった。
ホーム・ガードが装備した特異な兵器としては以下が挙げられる。
- 個人兵器
  - ホーム・ガード・パイク - ウィンストン・チャーチル首相が陸軍省に宛てた書簡の内容をきっかけに生産された槍[8]。鉄パイプの一端に銃剣の柄を差し込んで固定したもの。
  - 76号SIP手榴弾（英語版）（No. 76 SIP Grenade） - ホーム・ガード専用に開発された手投式の白リン火炎瓶。SIPはSelf-Igniting Phosphorous（自動着火・リン）の略[9]。
  - No.74粘着手榴弾 - 接着剤で車両に吸着させる手榴弾。イギリス陸軍との共通装備として開発された。
- 火砲
  - ノースオーバー発射機（英語版） - 応急生産された対戦車グレネードランチャー[10]。
  - ブラッカー・ボンバード - 応急生産された対戦車榴弾発射機。
  - スミス砲（英語版） - 応急生産された簡易対戦車砲。射撃時には横倒しにして、一方の車輪の側面を地面に据えるという特殊な砲架構造を有する。短い滑腔砲身を備え、砲口初速が低く弾道が山なりになる弱点があり、弾薬（徹甲弾および榴弾）不足のため砲手の訓練も充分ではなかった[11]。
  - 急造迫撃砲 - 水道管のパイプなどを砲身素材とし、黒色火薬を使用。
- その他
  - 臨時装甲車 - ホーム・ガード隊員の個人所有自家用車を改造して製造。装甲鋼板ではない単なる鉄板を貼りつけたもの、コンクリートを盛り付けたもの、車体に木枠を取り付けて板と車体の隙間に石を詰めたものなど、様々な形態のものがつくられた。

## 関連組織
第二次世界大戦期のイギリスでは、ホーム・ガード以外にも次のような民兵組織が作られていた。
女性本土防衛隊（Women's Home Defence, WHD）女性についてはホーム・ガードへの参加が認められていなかったため、独自の組織が作られた。当初はアマゾーン防衛軍団（Amazon Defence Corps）などの組織に分かれていた。
王立防空監視軍団（Royal Observer Corps, ROS）第一次世界大戦から存在した防空監視のための義勇兵組織。第二次世界大戦中は、イギリス空軍の指揮下で空襲に対する目視警戒を行った。冷戦期には核戦争を想定した民間防衛を任務とした。